# وزير خارجية جمهورية اليمن الديمقراطية الشعبية
وزير الخارجية كان مسؤولاً عن إدارة العلاقات الخارجية لجمهورية اليمن الديمقراطية الشعبية أو ما يعرف بجنوب اليمن خلال الفترة من بعد ثورة 14 أكتوبر 1963 والاستقلال في الـ30 من نوفمبر 1967 وحتى إعادة تحقيق الوحدة اليمنية عام 1990.

## قائمة الوزراء
فيما يلي قائمة بأسماء وزراء خارجية اليمن الجنوبي: 
| م   | صورة                           | الاسم             | مدة المنصب     | مدة المنصب    | مدة المنصب        | مجلس الوزراء                    | الرئيس (الفترة)           |
| م   | صورة                           | الاسم             | تولى المنصب    | ترك المنصب    | الفترة            | مجلس الوزراء                    | الرئيس (الفترة)           |
| --- | ------------------------------ | ----------------- | -------------- | ------------- | ----------------- | ------------------------------- | ------------------------- |
| 1   |                                | سيف أحمد الضالعي  | 30 نوفمبر 1967 | 6 أبريل 1969  | 1 سنة و127 أيام   | حكومة قحطان الشعبي              | قحطان الشعبي (1967–1969)  |
| 2   |                                | فيصل الشعبي       | 6 أبريل 1969   | 22 يونيو 1969 | 77 أيام           | حكومة فيصل الشعبي               | قحطان الشعبي (1967–1969)  |
| 3   |                                | علي سالم البيض    | 23 يونيو 1969  | 30 يناير 1971 | 1 سنة و221 أيام   | حكومة محمد علي هيثم             | سالم ربيع علي (1969–1978) |
| 4   |                                | محمد علي هيثم     | 30 يناير 1971  | 1 أغسطس 1971  | 183 أيام          | حكومة محمد علي هيثم             | سالم ربيع علي (1969–1978) |
| 5   |                                | محمد صالح العولقي | 1 أغسطس 1971   | 15 مايو 1973  | 1 سنة و287 أيام   | حكومة علي ناصر محمد             | سالم ربيع علي (1969–1978) |
| 6   |                                | محمد صالح مطيع    | 15 مايو 1973   | 11 أغسطس 1979 | 6 سنوات و88 أيام  | حكومة علي ناصر محمد             | سالم ربيع علي (1969–1978) |
| (6) | عبد الفتاح إسماعيل (1978–1980) | محمد صالح مطيع    | 15 مايو 1973   | 11 أغسطس 1979 | 6 سنوات و88 أيام  | حكومة علي ناصر محمد             |                           |
| 7   |                                | سليم صالح محمد    | 11 أغسطس 1979  | 1 سبتمبر 1982 | 3 سنوات و21 أيام  | حكومة علي ناصر محمد             | علي ناصر محمد (1980–1986) |
| 8   |                                | عبد العزيز الدالي | 1 سبتمبر 1982  | 22 مايو 1990  | 7 سنوات و263 أيام | حكومة علي ناصر محمد             | علي ناصر محمد (1980–1986) |
| (8) | حكومة حيدر أبو بكر العطاس      | عبد العزيز الدالي | 1 سبتمبر 1982  | 22 مايو 1990  | 7 سنوات و263 أيام |                                 | علي ناصر محمد (1980–1986) |
| (8) | حكومة ياسين سعيد نعمان         | عبد العزيز الدالي | 1 سبتمبر 1982  | 22 مايو 1990  | 7 سنوات و263 أيام | حيدر أبو بكر العطاس (1986–1990) |                           |